# Louis-Lewin-Straße (metropolitana di Berlino)
La stazione di Louis-Lewin-Straße è una stazione della metropolitana di Berlino, sulla linea U5.

## Storia
La stazione, in origine denominata "Paul-Verner-Straße", fu progettata come parte del prolungamento della linea E (oggi U5) dall'allora capolinea di Elsterwerdaer Platz a Hönow; tale tratta venne aperta all'esercizio il 1º luglio 1989.
Il 3 ottobre 1991 la stazione assunse la nuova denominazione di "Louis-Lewin-Straße".
Nel 2017 la stazione, analogamente alle altre della tratta, venne posta sotto tutela monumentale (Denkmalschutz) in quanto testimonianza della storia dei trasporti nella Repubblica Democratica Tedesca.

## Interscambi
- Fermata autobus